# Leptoconops nachitschevanicus
Leptoconops nachitschevanicus är en tvåvingeart som beskrevs av Dzhafarov 1961. Leptoconops nachitschevanicus ingår i släktet Leptoconops och familjen svidknott.
Artens utbredningsområde är Azerbajdzjan. Inga underarter finns listade i Catalogue of Life.